# Luca Kjerrumgaard
Luca Tange Kjerrumgaard (født 9. februar 2003) er en dansk professionel fodboldspiller, som spiller som angriber for den engelske klub Watford F.C., på leje fra Udinese Calcio.

## Eksterne links
- Luca Kjerrumgaard profil på Soccerway

- Luca Kjerrumgaard i DBU's Landsholdsdatabase